# Ranfurly (Nouvelle-Zélande)
Pour les articles homonymes, voir Ranfurly.
Ranfurly est la localité la plus large du district de Maniototo dans la région d’Otago dans l’Île du Sud en Nouvelle-Zélande. 
Elle est située à 110 km au nord de Dunedin. Sa population était de 780 habitants en 2023.

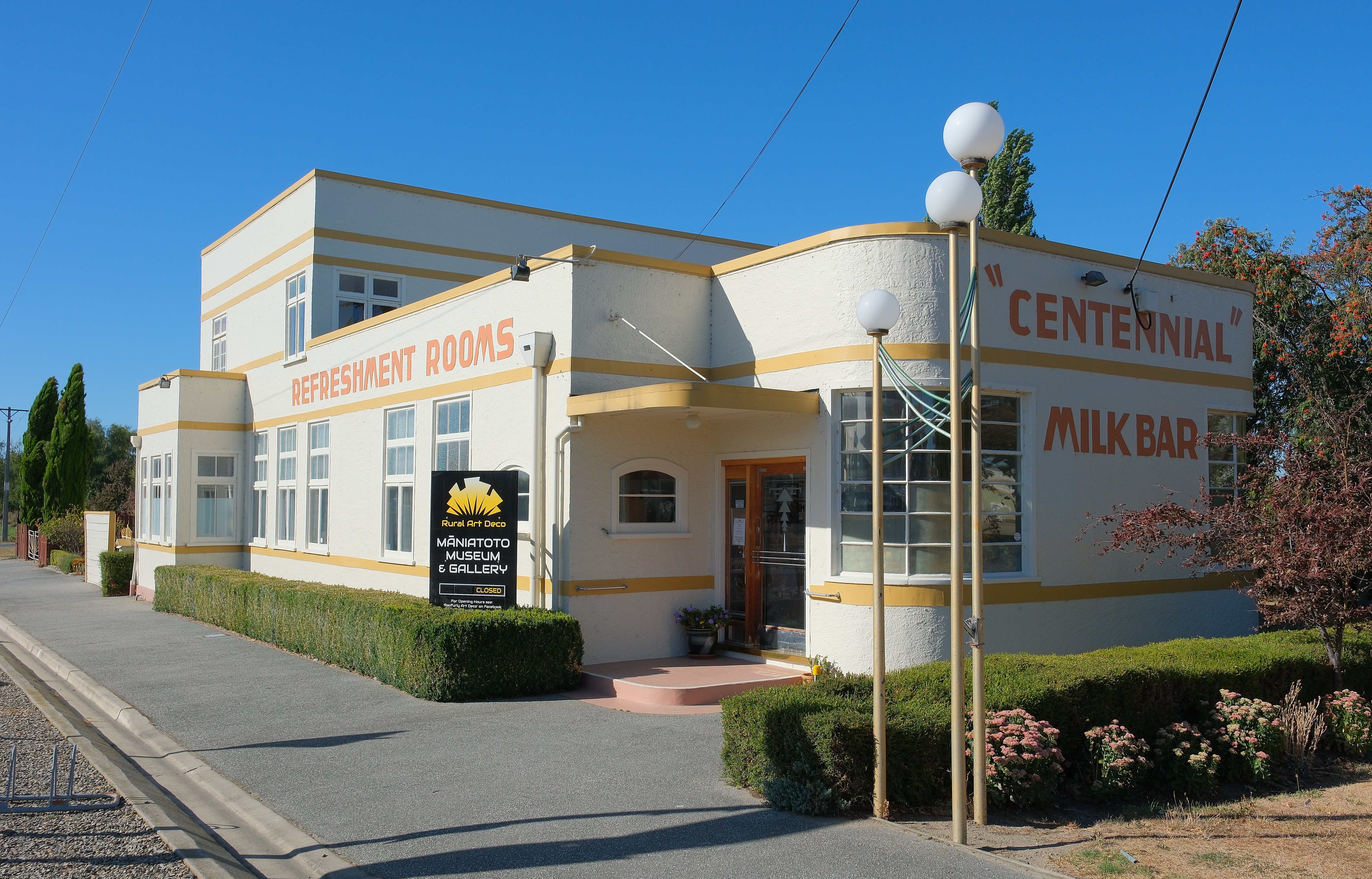
Le Centennial Milk Bar dans un style Art Déco.
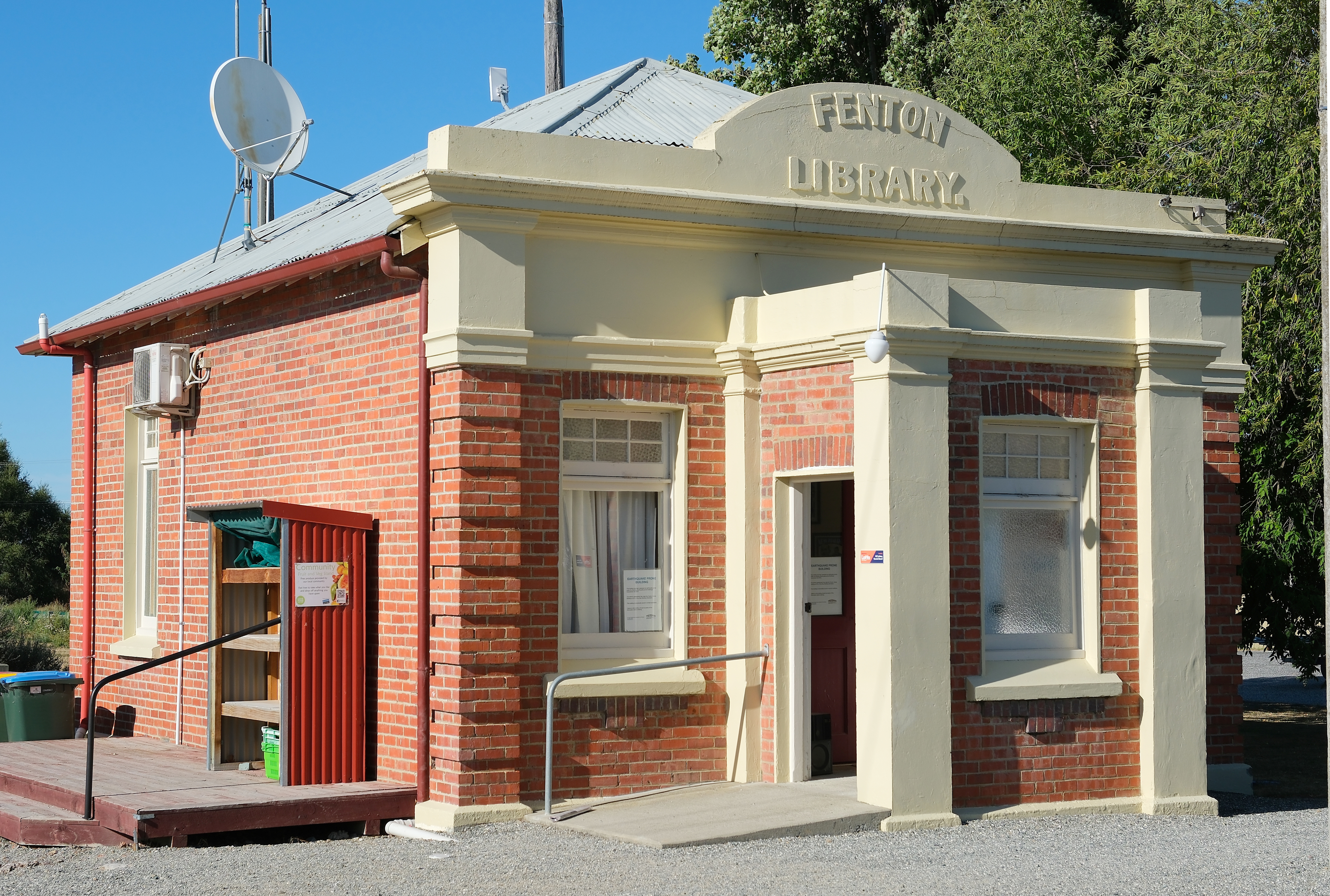
Bibliothèque publique de Ranfurly.
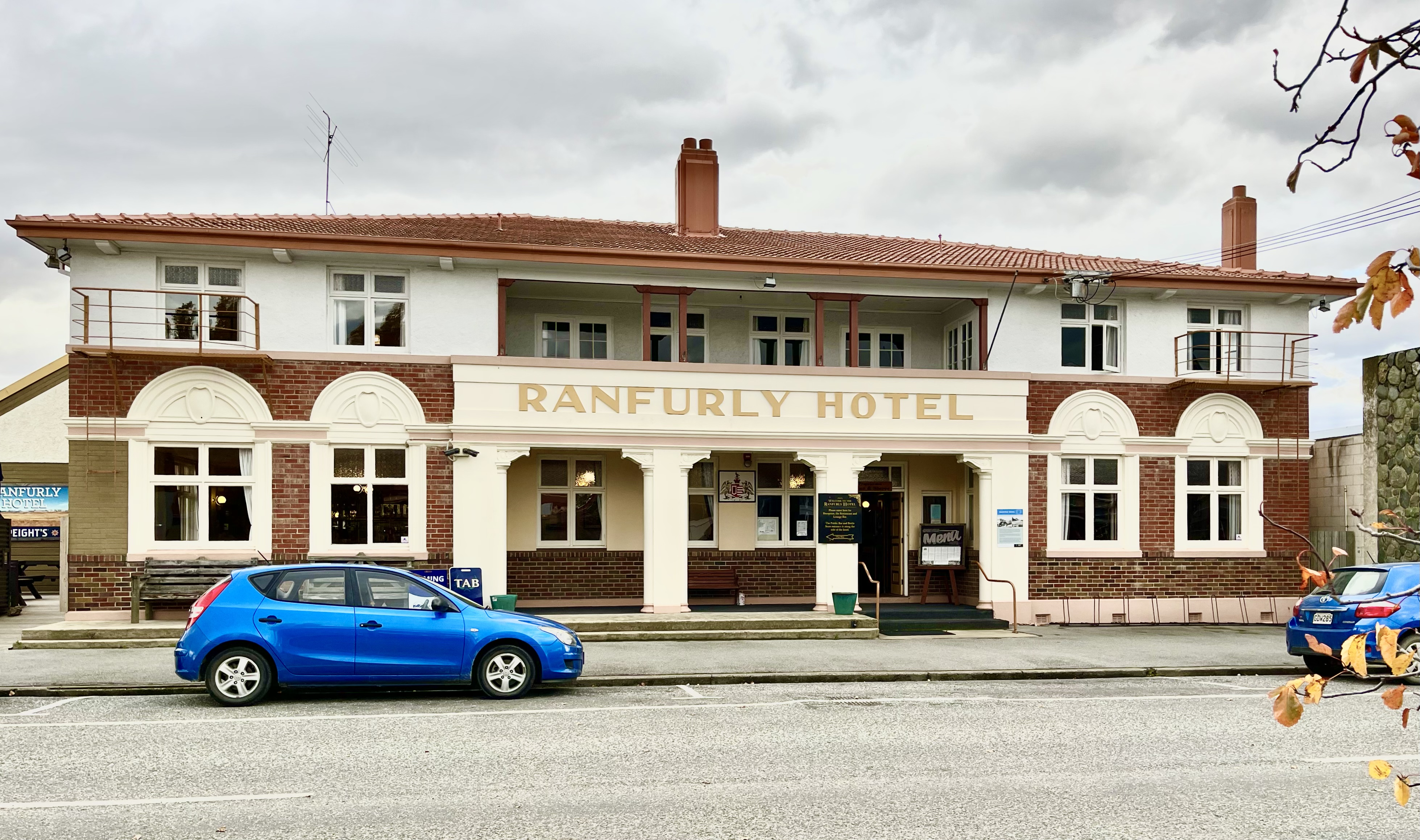
Ranfurly Hotel.